# Международный аэропорт имени шейха Уль-Алама
Международный аэропорт имени шейха Уль-Алама (англ. Sheikh ul-Alam International Airport) (ИАТА: SXR, ИКАО: VISR) — международный аэропорт, обслуживающий город Сринагар.

## История
Первоначально аэропорт Сринагар использовался только для ВВС Индии. Во время Индо-пакистанской войны 1947 года аэропорт использовался как воздушный мост для индийских войск, которые предотвратили захват города Сринагар пакистанскими войсками. 
В 1998 году аэропорт был модернизирован для обслуживания международных рейсов. Во время Каргилькой войны, аэропорт был полностью передан в ВВС Индии, гражданским самолётам запретили посадку. В марте 2005 года аэропорт получил международный статус. В 2009 году аэропорт принял первый международный рейс. Общая стоимость модернизации составила ₹ 130 рупий (US $ 19 млн), в полной мере обеспечивается индийским правительством. В тот же день авиакомпания Air India Express начала полёты в Дубай, но из-за низкого спроса со стороны пассажиров полёты были прекращены в январе 2010 года.